# Pocophora nigranalis
Pocophora nigranalis là một loài bướm đêm trong họ Geometridae.